# هرناني فورتيس
هرناني فورتيس (بالبرتغالية: Hernâni Fortes) (20 أغسطس 1991 بلشبونة في البرتغال - ) هو لاعب كرة قدم برتغالي في مركز الجناح. احترف في السعودية في نادي الوحدة و نادي النجمة.

## روابط خارجية
- هرناني فورتيس على موقع قاعدة بيانات كرة القدم.إي يو (الإنجليزية)
- هرناني فورتيس على موقع Soccerway.com (الإنجليزية)
- هرناني فورتيس على موقع AS.com (الإسبانية)